# Avtandil Koridze
Avtandil Koridze (* 15. dubna 1935 Tbilisi – 11. dubna 1966 Terdžola) byl sovětský a gruzínský zápasník – klasik, olympijský vítěz z roku 1960.

## Sportovní kariéra
Zápasení se začal aktivně věnovat v 15 letech v rodném Tbilisi. Pod vedením Petre Ijordanišviliho se specializoval na řecko-římský styl. V sovětské mužské reprezentaci se pohyboval od roku 1957 ve váze do 67 kg. V roce 1960 uspěl v sovětské olympijské nominaci a startoval na olympijských hrách v Římě. Ve čtvrtém kole porazil na lopatky Řeka Statise Musidise a v pátém kole nastoupil proti Bulharu Dimitaru Stojanovi. V závěru zápasu se jeho soupeř převalil na lopatky a úmyslně prohrál. Rozhodčí situaci vyhodnotil jako domluvu zápasníku o výsledku a oba diskvalifikoval. Sovětská strana se následně odvolal k jury. Jury ho po několika minutách vrátila do soutěže. Uznala, že Stonajov, který aby se v turnaji udržel potřeboval zvítězit na lopatky, neměl v závěru dostatek sil a souboj vzdal. V šestém závěrečném kole nastoupil proti Jugoslávci Branislavu Martinovićovi a po výhře na body získal zlatou olympijskou medaili. Sportovní kariéru ukončil v roce 1964. Zemřel předčasně v roce 1966 při dopravní nehodě se svým reprezentačním kolegou Romanem Dzneladzem.

## Výsledky
| Turnaj            | 1960 | 1961 |
| Turnaj            | 25   | 26   |
| Turnaj            | -67  | -67  |
| ----------------- | ---- | ---- |
| Olympijské hry    | 1.   |      |
| Mistrovství světa |      | 1.   |